# Werner Großmann
Werner Großmann (Ebenheit, 1929. március 6. – 2022. január 28.) német politikus.
Kőművesként kezdett, 1952-ben csatlakozott az Állambiztonsági Minisztériumhoz, annak 1990-es megszűnéséig különböző pozíciókban dolgozott.